# Filmografia de Julia Roberts

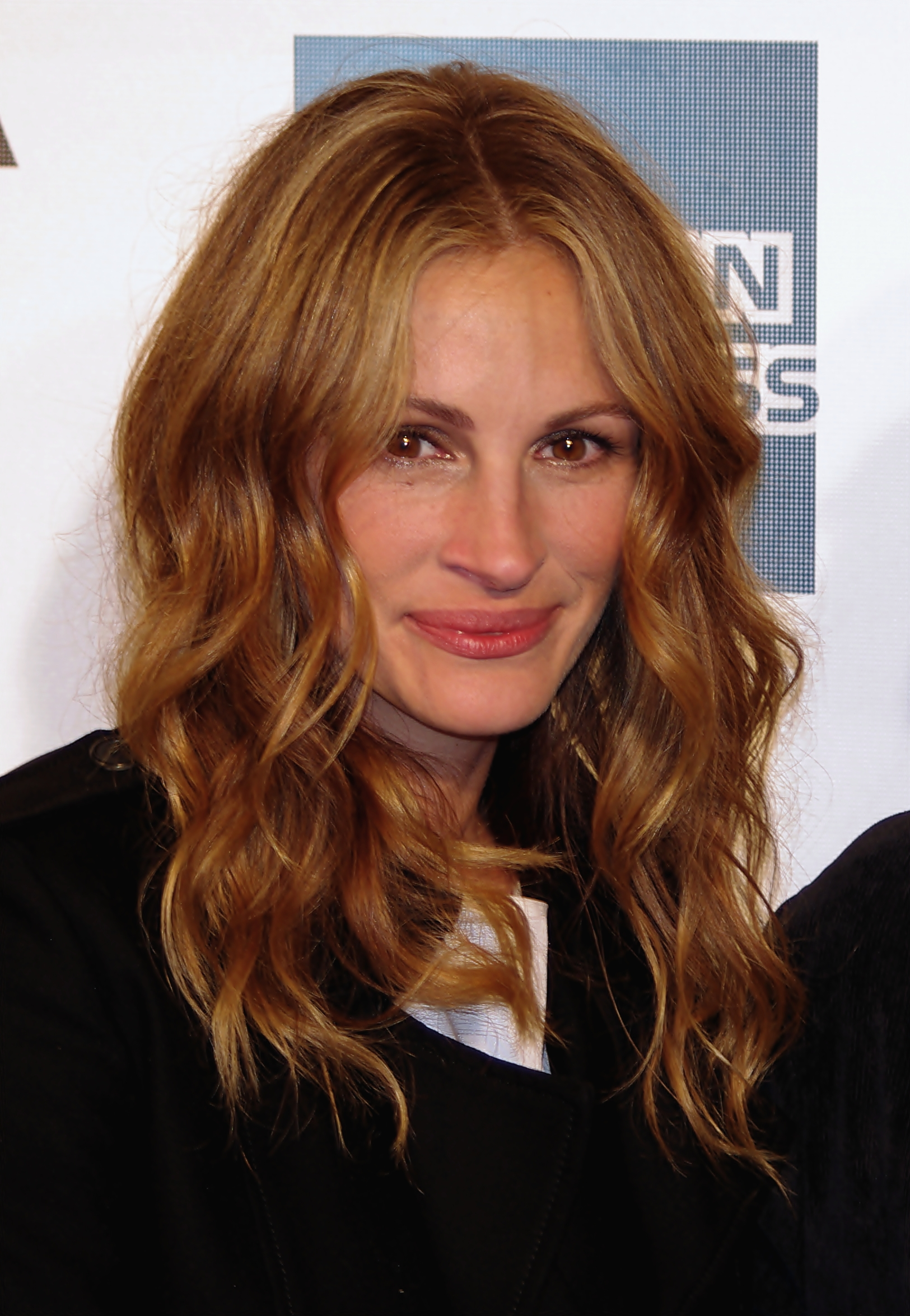
Julia Roberts na première de Jesus Henry Christ, em 2011.

Julia Roberts é um atriz e produtora estadunidense cuja estreia cinematográfica ocorreu no filme Firehouse (1987). No entanto, seu primeiro papel de destaque veio no ano seguinte com o filme adolescente Mystic Pizza. Pela aclamada atuação na comédia Steel Magnolias (1989), recebeu seu primeiro Globo de Ouro de Melhor Atriz Coadjuvante. Em seguida contracenou com Richard Gere na comédia romântica Pretty Woman (1990), que rendeu mais de 460 milhões de dólares em bilheterias, o maior recorde em produções do gênero. Por sua atuação neste último, Roberts venceu o Globo de Ouro de Melhor Atriz. Em 1991, realizou uma aparição no suspense psicológico The Pelican Brief, uma adaptação do romance homônimo de John Grisham. No final da década de 1990, a atriz estrelou diversas comédias românticas de sucesso comercial, entre as quais My Best Friend's Wedding (1997), Nothing Hill (1999) e Runaway Bride (1999).
Em 2000, sob a direção de Steven Soderbergh, viveu a ativista ambiental Erin Brockovich no drama biográfico homônimo. À época, tornou-se a primeira atriz a receber mais de 20 milhões de dólares por um filme. Além disto, sua performance rendeu-lhe um Óscar e um BAFTA de Melhor Atriz e o Globo de Ouro de Melhor Atriz em Filme de Drama. No ano seguinte, estrelou a comédia romântica America's Sweethearts e também voltou a colaborar com Soderbergh na comédia policial Ocean's Eleven, contracenando com George Clooney, Brad Pitt e Matt Damon, entre outros. Em 2003, Roberts estrelou o drama Mona Lisa Smile. Em 2004, estrelou o drama romântico Closer e reprisou seu papel na sequência Ocean's Twelve. Em 2006, Roberts dublou duas personagens nos filmes animados The Ant Bully e Charlotte's Web. Em 2013, foi novamente indicada ao Óscar de Melhor Atriz Coadjuvante por sua atuação em August: Osage County.
Roberts teve sua estreia na televisão ainda em 1987 com a série Crime Story. Posteriormente, atuou na série Miami Vice e no filme televisivo Baja Oklahoma, ambos em 1988. Roberts foi convidada especial em Friends e Law & Order em 1996 e 1998, respectivamente. Por esta última participação, a atriz foi indicada ao Emmy do Primetime de Melhor Atriz Convidada em Série de Drama. Também produtora executiva, Roberts já produziu quatro filmes da franquia American Girl, sendo que o quarto deles, Kit Kittredge: An American Girl, foi lançado nos cinemas em 2008. Em 2014, a atriz dublou um episódio do documentário histórico Makers: Women Who Make America e participou do filme televisivo The Normal Heart. Foi indicada ao Emmy do Primetime de Melhor Atriz Coadjuvante por este último trabalho. 

## Filmografia

### Cinema
| Ano  | Filme                           | Função | Função    | Papel                              | Ref. |
| Ano  | Filme                           | Atriz  | Produtora | Papel                              | Ref. |
| ---- | ------------------------------- | ------ | --------- | ---------------------------------- | ---- |
| 1987 | Firehouse                       | Sim    |           | Babs                               |      |
| 1988 | Satisfaction                    | Sim    |           | Daryle Shane                       |      |
| 1988 | Mystic Pizza                    | Sim    |           | Daisy Arujo                        |      |
| 1989 | Blood Red                       | Sim    |           | Marisa Collogero                   |      |
| 1989 | Steel Magnolias                 | Sim    |           | Shelby Eatenton Latcherie          |      |
| 1990 | Pretty Woman                    | Sim    |           | Vivian Ward                        |      |
| 1990 | Flatliners                      | Sim    |           | Rachel Mannus                      |      |
| 1991 | Sleeping with the Enemy         | Sim    |           | Laura Williams Burney/ Sara Waters |      |
| 1991 | Dying Young                     | Sim    |           | Hilary O'Neil                      |      |
| 1991 | Hook                            | Sim    |           | Sininho                            |      |
| 1992 | The Player                      | Sim    |           | Ela mesma                          |      |
| 1993 | The Pelican Brief               | Sim    |           | Darby Shaw                         |      |
| 1994 | I Love Trouble                  | Sim    |           | Sabrina Peterson                   |      |
| 1994 | Prêt-à-Porter                   | Sim    |           | Anne Eisenhower                    |      |
| 1995 | Something to Talk About         | Sim    |           | Grace King Bichon                  |      |
| 1996 | Mary Reilly                     | Sim    |           | Mary Reilly                        |      |
| 1996 | Michael Collins                 | Sim    |           | Kitty Kiernan                      |      |
| 1996 | Everyone Says I Love You        | Sim    |           | Von Sidell                         |      |
| 1997 | My Best Friend's Wedding        | Sim    |           | Julianne Potter                    |      |
| 1997 | Conspiracy Theory               | Sim    |           | Alice Sutton                       |      |
| 1998 | Stepmom                         | Sim    | Sim       | Isabel Kelly                       |      |
| 1999 | Notting Hill                    | Sim    |           | Anna Scott                         |      |
| 1999 | Runaway Bride                   | Sim    |           | Maggie Carpenter                   |      |
| 2000 | Erin Brockovich                 | Sim    |           | Erin Brockovich                    |      |
| 2001 | The Mexican                     | Sim    |           | Samantha Barzel                    |      |
| 2001 | America's Sweethearts           | Sim    |           | Kiki Harrison                      |      |
| 2001 | Ocean's Eleven                  | Sim    |           | Tess Ocean                         |      |
| 2002 | Grand Champion                  | Sim    |           | Jolene                             |      |
| 2002 | Full Frontal                    | Sim    |           | Francesca / Catherine              |      |
| 2002 | Confessions of a Dangerous Mind | Sim    |           | Patricia Watson                    |      |
| 2003 | Mona Lisa Smile                 | Sim    |           | Katherine Ann Watson               |      |
| 2004 | Tell Them Who You Are           | Sim    |           | Ela mesma                          |      |
| 2004 | Closer                          | Sim    |           | Anna Cameron                       |      |
| 2004 | Ocean's Twelve                  | Sim    |           | Tess Ocean                         |      |
| 2006 | The Ant Bully                   | Sim    |           | Hova (voz)                         |      |
| 2006 | Charlotte's Web                 | Sim    |           | Charlotte (voz)                    |      |
| 2007 | Charlie Wilson's War            | Sim    |           | Joanne Herring                     |      |
| 2008 | Fireflies in the Garden         | Sim    |           | Lisa Taylor                        |      |
| 2008 | Kit Kittredge: An American Girl |        | Sim       |                                    |      |
| 2009 | Duplicity                       | Sim    |           | Claire Stenwick                    |      |
| 2010 | Valentine's Day                 | Sim    |           | Capitã Kate Hazeltine              |      |
| 2010 | Eat Pray Love                   | Sim    |           | Elizabeth Gilbert                  |      |
| 2011 | Jesus Henry Christ              |        | Sim       |                                    |      |
| 2011 | Love, Wedding, Marriage         | Sim    |           | Terapeuta voz)                     |      |
| 2011 | Larry Crowne                    | Sim    |           | Mercedes Tainot                    |      |
| 2012 | Mirror Mirror                   | Sim    |           | Rainha Clementiana                 |      |
| 2013 | August: Osage County            | Sim    |           | Barbara Fordham                    |      |
| 2015 | Secret in Their Eyes            | Sim    |           | Jess Cobb                          |      |
| 2016 | Mother's Day                    | Sim    |           | Miranda                            |      |
| 2016 | Money Monster                   | Sim    |           | Patty Fenn                         |      |
| 2017 | Smurfs: The Lost Village        | Sim    |           | SmurfWillow (voz)                  |      |
| 2017 | Wonder                          | Sim    |           | Isabel Pullman                     |      |
| 2022 | Ticket to Paradise              | Sim    | Sim       | Georgia Cotton                     |      |
| 2023 | Leave the World Behind          | Sim    | Sim       | Amanda Sandford                    |      |
| 2025 | After the Hunt                  | Sim    |           | Alma Olsson                        |      |